# Fisher Stevens
Fisher Stevens (n. 27 noiembrie 1963, Chicago, Illinois, SUA) este un actor american, regizor, producător și scenarist.

## Filmografie

### Actor

#### Filme
| An   | Titlu                           | Rol                                 | Note        |
| ---- | ------------------------------- | ----------------------------------- | ----------- |
| 1981 | The Burning                     | Woodstock                           |             |
| 1983 | Baby It's You                   | Stage Manager                       |             |
| 1984 | The Brother from Another Planet | Card Trickster                      |             |
| 1984 | The Flamingo Kid                | 'Hawk' Ganz                         |             |
| 1985 | My Science Project              | Vince Latello                       |             |
| 1986 | Short Circuit                   | Ben Jabituya                        |             |
| 1986 | The Boss' Wife                  | Carlos Delgado                      |             |
| 1988 | Short Circuit 2                 | Ben Jahveri                         |             |
| 1989 | Bloodhounds of Broadway         | Harry 'Hotfoot Harry'               |             |
| 1990 | Point of View                   | Performer                           |             |
| 1990 | Reversal of Fortune             | David Marriott                      |             |
| 1991 | The Marrying Man                | Sammy                               |             |
| 1991 | Mystery Date                    | Dwight                              |             |
| 1992 | Lift                            | Joe                                 | Scurtmetraj |
| 1992 | Bob Roberts                     | 'Rock' Bork                         |             |
| 1992 | Hero                            | Director of Channel 4 Crash Feature | Cameo       |
| 1993 | When the Party's Over           | Alexander                           |             |
| 1993 | Super Mario Bros.               | Iggy                                |             |
| 1994 | Nina Takes a Lover              | Paulie                              |             |
| 1994 | Only You                        | Larry                               |             |
| 1995 | Cold Fever                      | Jack                                |             |
| 1995 | Hackers                         | 'The Plague'                        |             |
| 1996 | The Pompatus of Love            | Sitcom Star                         |             |
| 1997 | Four Days in September          | Mowinkel                            |             |
| 1999 | Taxman                          | Kenneth Green                       |             |
| 1999 | The Tic Code                    | Morris                              |             |
| 2000 | Sam the Man                     | Sam Manning                         |             |
| 2000 | Lisa Picard Is Famous           | Rolul său                           |             |
| 2001 | 3 A.M.                          | Haplin                              |             |
| 2001 | Prison Song                     | Prosecutor                          |             |
| 2001 | Piñero                          | Public Theatre Cashier              |             |
| 2002 | Undisputed                      | James 'Ratbag' Kroycek              |             |
| 2003 | Kill the Poor                   | Stuffed Shirt                       |             |
| 2003 | Uptown Girls                    | Rolul său                           |             |
| 2003 | Anything Else                   | Manager                             |             |
| 2003 | Easy Six                        | Officer Donny                       |             |
| 2003 | Reply                           | Blu (voice)                         |             |
| 2004 | On the Couch                    | Gary                                | Scurtmetraj |
| 2005 | Factotum                        | Manny                               |             |
| 2005 | Undiscovered                    | Garret Schweck                      |             |
| 2005 | Slow Burn                       | Alan Turlock                        |             |
| 2006 | Kettle of Fish                  | Bruce                               |             |
| 2007 | Red Angel                       | David                               | Scurtmetraj |
| 2007 | Awake                           | Dr. Puttnam                         |             |
| 2010 | Fake                            | Tom Kozinski                        |             |
| 2010 | Rio Sex Comedy                  | Fish / Tourist Guide                |             |
| 2010 | Rising Stars                    | Mo                                  |             |
| 2010 | The Experiment                  | Archaleta                           |             |
| 2010 | Henry's Crime                   | Eddie's Vibes                       |             |
| 2012 | One for the Money               | Morty Beyers                        |             |
| 2012 | LOL                             | Roman                               |             |
| 2013 | Movie 43                        | Vrankovich / Minotaur               |             |
| 2014 | The Grand Budapest Hotel        | M. Robin                            |             |
| 2014 | Mission Blue                    | Rolul său                           | Documentar  |
| 2014 | United Passions                 | Carl Hirschmann                     |             |
| 2016 | Hail, Caesar!                   | Communist Writer                    |             |
| 2018 | Isle of Dogs                    | Scrap (voce)                        |             |
| 2019 | Motherless Brooklyn             | Lou                                 |             |
| 2021 | Palmer                          | Voci suplimentare                   |             |
| 2021 | The French Dispatch             | Story Editor                        |             |
| TBA  | Asteroid City                   |                                     | Filmări     |

#### Televiziune
| An           | Titlu                             | Rol                       | Note                                                   |
| ------------ | --------------------------------- | ------------------------- | ------------------------------------------------------ |
| 1980         | One Life to Live                  | Necunoscut                |                                                        |
| 1983         | Ryan's Hope                       | Henry Popkin              |                                                        |
| 1984         | CBS Schoolbreak Special           | Gary Gordon               | Sez. 1, ep. 4                                          |
| 1986         | Tall Tales & Legends              | Indian Chief              | Episodul: "Ponce de Leon"                              |
| 1989         | Columbo                           | Alex Brady                | Episodul: "Murder, Smoke and Shadows"                  |
| 1990         | The Young Riders                  | 'Bulldog'                 | Episodul: "Bull Dog"                                   |
| 1991         | General Motors Theatre            | Wally Zuckerman           | Episodul: "It's Called the Sugar Plum"                 |
| 1993         | Key West                          | Seamus O'Neill            | 13 episoade                                            |
| 1995         | Friends                           | Roger                     | Episode: "The One with the Boobies"                    |
| 1995         | Homicide: Life on the Street      | Jonathan Heine            | Episodul: "Autofocus"                                  |
| 1995         | Law & Order                       | Ross Fineman              | Episodul: "Angel"                                      |
| 1996         | The Right To Remain Silent        | Dale Meyerson             | Film TV                                                |
| 1996–2000    | Early Edition                     | Chuck Fishman             | 48 episoade                                            |
| 2000         | The Hunger                        | Max Armstrong             | Episodul: "The Suction Method"                         |
| 2001         | Frasier                           | Dr. Sheldon Morey         | Episodul: "The Wizard and Roz"                         |
| 2001         | 100 Centre Street                 | Ben Berkowitz             | Episodul: "Queenie's Running"                          |
| 2001         | Jenifer                           | Dr. Aaron Sanders         | Film TV                                                |
| 2002         | Is It College Yet?                | (voce)                    | Film TV                                                |
| 2002         | Hack                              | Donnie Franco             | Episodul: "Favors"                                     |
| 2003         | The Lives They Lived              | Narator                   | Film TV                                                |
| 2004         | Hope & Faith                      | Nick Spinelli             | Episodul: "The Diner Show"                             |
| 2004         | Dr. Vegas                         | Charlie                   | Episodul: "Dead Man, Live Bet"                         |
| 2004–2007    | Law & Order: Criminal Intent      | Performer                 | 2 episoade                                             |
| 2008         | It's Always Sunny in Philadelphia | Lyle Korman               | Episodul: "Paddy's Pub: The Worst Bar in Philadelphia" |
| 2008–2010    | Lost                              | George Minkowski          | 6 episoade                                             |
| 2009         | Medium                            | Neal Greybridge           | Episodul: "Medium is the Message"                      |
| 2009         | Numb3rs                           | John Buckley              | 2 episoade                                             |
| 2009         | The Grean Teem                    | Jack Fisher               | Film TV                                                |
| 2010         | Ugly Betty                        | Mr. Z                     | Episode: "Back in her Place"                           |
| 2010         | The Mentalist                     | Tolman Bunting            | Episodul: "18-5-4"                                     |
| 2011         | Californication                   | 'Zig' Semetauer           | Episodul: "Monkey Business"                            |
| 2011         | Damages                           | Therapist                 | 4 episoade                                             |
| 2012–2016    | Law & Order: Special Victims Unit | Alvin Gilbert / Ted Scott | 2 episoade                                             |
| 2015         | Elementary                        | Marty Ward                | Episodul: "Under My Skin"                              |
| 2015–2021    | The Blacklist                     | Marvin Gerard             | 9 episoade                                             |
| 2016         | The Night Of                      | Saul, The Pharmacist      | 3 episoade                                             |
| 2017         | Red Oaks                          | Jerry                     | Episodul: "Summer in the City"                         |
| 2017         | Vice Principals                   | Brian Biehn               | 4 episoade                                             |
| 2017–2020    | The Good Fight                    | Gabriel Kovac             | 3 episoade                                             |
| 2019–prezent | Succession                        | Hugo Baker                | 5 episoade                                             |

### Regizor
| An        | Titlu                                                     | Note                                |
| --------- | --------------------------------------------------------- | ----------------------------------- |
| 1995      | Call of the Wylie                                         |                                     |
| 1996      | Phinehas                                                  |                                     |
| 1998–1999 | Early Edition                                             | 2 episoade                          |
| 2002      | Just a Kiss                                               |                                     |
| 2007      | Crazy Love                                                | co-regizat cu Dan Klores            |
| 2010–2011 | John Leguizamo - Ghetto Klown                             | premiera pe Broadway în martie 2011 |
| 2012      | Stand Up Guys                                             |                                     |
| 2016      | Before the Flood                                          | [ 6 ]                               |
| 2016      | Bright Lights: Starring Carrie Fisher and Debbie Reynolds |                                     |
| 2019      | And We Go Green                                           |                                     |
| 2021      | Palmer                                                    |                                     |

### Producător de film
| An   | Titlu                                                              | Note |
| ---- | ------------------------------------------------------------------ | ---- |
| 2000 | Sam the Man                                                        |      |
| 2001 | The Château                                                        |      |
| 2001 | Piñero                                                             |      |
| 2002 | Swimfan                                                            |      |
| 2003 | Uptown Girls                                                       |      |
| 2004 | Yes                                                                |      |
| 2005 | Slow Burn                                                          |      |
| 2006 | A Prairie Home Companion                                           |      |
| 2006 | Once in a Lifetime: The Extraordinary Story of the New York Cosmos |      |
| 2006 | Wedding Daze                                                       |      |
| 2007 | Crazy Love                                                         |      |
| 2007 | Meet Bill                                                          |      |
| 2007 | Feast of Love                                                      |      |
| 2007 | Awake                                                              |      |
| 2008 | The Midnight Meat Train                                            |      |
| 2009 | The Grean Teem                                                     |      |
| 2009 | Balls Out: Gary the Tennis Coach                                   |      |
| 2009 | Tenderness                                                         |      |
| 2009 | The Cove                                                           |      |
| 2011 | Blank City                                                         |      |
| 2011 | Hollywood Renegade                                                 |      |
| 2011 | Bad Trip                                                           |      |
| 2011 | Mission Blue                                                       |      |
| 2012 | Beware of Mr. Baker                                                |      |
| 2015 | Racing Extinction                                                  |      |
| 2016 | Sky Ladder: The Art of Cai Guo-Qiang                               |      |
| 2016 | Before the Flood                                                   |      |
| 2020 | Tiger King                                                         |      |

### Ca scenarist
- Sam the Man (2000, story)
- The Grean Teem (2009, story)

### Narator
- Secondhand Souls: A Novel de Christopher Moore
- A Dirty Job de Christopher Moore
- Lamb: The Gospel According to Biff, Christ's Childhood Pal de Christopher Moore
- The Highest Tide: A Novel de Jim Lynch